# Нагатино (Москва)
Нага́тино — бывшая деревня, вошедшая в состав Москвы при её расширении в 1960 году. Находилась на правом берегу Москвы-реки, в районе современных Нагатинской набережной, Кленового бульвара, Якорной и Судостроительной улиц.

## Происхождение названия
Существует несколько версий происхождения названия, но ни одна из них не считается достоверной:
- По мнению некоторых исследователей, оно происходит от словосочетания «на гати», что означает на болотистом, топком месте, укреплённом брёвнами и засыпанном землей, однако образование названий в такой форме науке неизвестно, к тому же первоначально деревня называлась Ногатинское, Ногатино.
- Ногатами в IX—XI веках на Руси называли разрубленные на четыре части или пополам арабские серебряные дирхамы, возможно, здесь был мыт — пункт сбора пошлин, однако к первому упоминанию деревни ногаты уже не использовались.
- Есть предположение, что название произошло от имени владельца, однако такого имени или прозвища также не обнаружено.
- Название связывают с древнерусским словом «ногатица» (горница — комната на верху), но подтвердить это пока не удалось.
- Селение находилось в пойме реки Москвы, среди её излучин и протоков, при заводи Ногатинский затон. Это позволяет сопоставить основу названия ногат- с названием рукава Ногат в дельте Вислы. Обращалось внимание на общность корня названия Ногат, русского термина отнога и польского odnoga – «рукав реки». В. Н. Топоров сравнивает эти названия с прусским Nogothin, что позволяет предположить балтское происхождение[2].

## История

### Первые упоминания
Впервые Нагатино упоминается в 1336 году в духовной грамоте московского князя Ивана Калиты, в которой говорится, что он передал поселение своему младшему сыну Андрею. В 1353 году князь Андрей Иванович оставил село в наследство сыну Владимиру, сподвижнику Дмитрия Донского и герою Куликовской битвы.

### Нагатино в XV—XVIII веках
В начале XV века Владимир завещал «его со всеми луги и деревнями» своей жене Елене Ольгердовне в опричное владение, особо оговорив:
А дети мои в … матери своей удел не въезжают.
Начиная с Елены Ольгердовны, Нагатиным владели три поколения серпуховских княгинь: она сама, Василиса — вдова её сына Семёна Серпуховского и внучка Мария Ярославна. Последняя вышла замуж за московского князя Василия Тёмного, и село вновь попало в руки московских князей. В завещании княгини Елены Ольгердовны упоминается о неких «городских ногатинцев с пошлинами», возможно, они были лоцманами или судостроителями.
По переписи 1646 года в «деревне, что было сельцо Нагатинское у Нагатинского озера» числились 21 двор и 42 души мужского пола. В конце XVII века в деревне значилось 16 дворов и 106 душ мужского пола. В XVIII веке сюда начался приток старообрядческого населения.
Осенью 1694 года Нагатино стало одним из центров «Кожуховского похода» Петра I. Здесь располагался укреплённый лагерь, а на противоположном берегу Москвы-реки, в Кожухове находилась земляная крепость, которую защищали стрельцы. Лагерь был окружён рвом:
Ров, окружающий лагерь, был в сажень ширины и глубины, вал, построенный с изрядными воеводами по правилам инженерной науки, установили рогатками.
Укрепления были устроены после того, как вышедшая 26 сентября из села Семёновское армия под руководством Ф. Ю. Ромодановского, несмотря на разведённый Ногатинский мост смогла переправиться на этот берег.
В 1797 году Павел I издал указ, по которому Нагатино и другие дворцовые сёла и деревни были переданы в ведение Департамента уделов. Для управления удельными крестьянами был создан Коломенский приказ с центром в Нагатине. В 1811 году приказу подчинялись 28 селений.
В 1816 году в деревне проживали 57 семей, 161 мужчина, 214 женщин, в 1850 году — 306 мужчин и 342 женщины.
Основным занятием крестьян деревни Нагатино было сельское хозяйство. Москва-река тогда имела другое русло, недалеко от деревни она меняла своё направление с северо-восточного на юго-восточное и южное. По всему правому берегу тянулась широкая полоса заливных лугов.
В 1763 году часть земель передали крестьянам за определённый, в основном, денежный оброк, на которых они высаживали капусту, огурцы и продавали их в Москве.

### Нагатино в XIX—XX веках
После реформы 1861 года крестьяне деревни Нагатино получили свободу в 1864 году, однако им было запрещено ловить рыбу в Москве-реке и Нагатинском озере, а за полученную землю они обязаны были платить 2 года по 4 руб. 7 коп. в год в Удельное ведомство, а затем 49 лет в казну.
Нагатино в это время стало центром административной Нагатинской волости. По переписи 1869 года в деревне проживали 304 мужчины и 333 женщины. По данным 1876 года здесь числятся 116 хозяйств, волостного правления, 1 трактир, 3 овощных лавки. Вместо ржи и овёса высаживался только картофель, который практически весь шёл на продажу.
Почти все крестьянские хозяйства имели лошадей, 63,4 % — коров. Почти половина семей занималась промыслами: мужчины зимой возили лёд, снег, песок, женщины наматывали хлопчатобумажные нити на катушки.
До реформы 1861 года в деревне находилось удельное училище, затем дети крестьян учились в двух училищах села Коломенское. В 1899 году грамотных и учащихся в деревне было 219 человек (при числе жителей 733 чел.).
После Октябрьской революции крестьяне объединились в колхоз «Огородный гигант». Заводская слобода развивалась, а затем была преобразована в рабочий посёлок.
1932 год для Нагатина является переломным. В октябре в Нагатино приезжают первые партии заключённых Дмитровлага, для строительства Перервинского гидроузела, а между современными улицами Затонная улица (Москва) и Улица Речников (Москва) — непосредственно по границе деревень Новинки и Нагатино, строится лагерь для заключённых — лагпункт № 2 Перервинского участка Южного района Дмитлага. В апреле 1935 году запущен в эксплуатацию шлюз № 10 и Перервинская плотина, высвобожденная рабочая сила Дмитлага приступает к строительству МССЗ и жилой инфраструктуры завода — руками заключённых строится посёлок Нагатино, который и является предшественником московского района Нагатино. После завершения строительства, а также существования самого Дмитлага в 1937—38 годы, часть заключённых была расстреляна на Бутовском полигоне, часть отправлена на строительство Южного порта, а часть амнистирована и трудоустроена на МССЗ, КИМ и ЗиС. Последние остались проживать в Нагатине в одноимённом микрорайоне Нагатино — Дмитлаг, в народе именуемого Митлаг и Митлага. На территории Нагатино имеются места массовых захоронений строителей Перервинского гидроузла и рабочего посёлка Нагатино.
В 1936 году в Нагатинском затоне был построен судостроительный завод, и с юга к деревне стала пристраиваться заводская слобода. К 1940 году до завода проложили трамвайную линию, связав деревню с московской трамвайной системой.

### В составе Москвы
В 1960 году деревня вошла в состав Москвы при её расширении. Близлежащая территория была отнесена к Пролетарскому району Москвы.
После административной реформы 1991 года территория, где ранее располагалась деревня, вошла в район Нагатинский затон.